# Wilków (gmina w województwie lubelskim)
Wilków (do 1954 gmina Szczekarków) – gmina wiejska w województwie lubelskim, w powiecie opolskim. 
W latach 1975–1998 gmina położona była w województwie lubelskim.
Siedzibą gminy jest Wilków, najmniejsza siedziba gminy województwa lubelskiego. Liczy zaledwie 208 mieszkańców (2008). W Wilkowie działa klub piłkarski LKS Wilki. 
Gmina Wilków słynie z uprawy chmielu. Pochodzi stąd ponad jedna trzecia polskiej produkcji szyszek chmielowych. Co roku organizowane są tutaj Chmielaki Nadwiślańskie.
W czasie powodzi, która dotknęła Polskę w maju 2010, pod wodą znalazło się 90 procent powierzchni gminy. Zalane zostały 23 wioski, a jedyną wsią, która nie ucierpiała w wyniku powodzi był Rogów.
Według danych z 30 czerwca 2004 gminę zamieszkiwało 4940 osób.
Na terenie gminy znajdują się:
- Zespół Szkół Publicznych (szkoła podstawowa i gimnazjum) w Wilkowie
- Bank Spółdzielczy w Kazimierzu Dolnym, oddział w Wilkowie
- kościół parafialny pw. św. Floriana i św. Urszuli w Wilkowie
- Ośrodek Zdrowia w Urządkowie
- cmentarz katolicki.

## Ochrona przyrody
Na obszarze gminy znajdują się następujące rezerwaty przyrody:
- częściowo rezerwat przyrody Krowia Wyspa – chroni stanowiska lęgowe wielu gatunków ptaków;
- rezerwat przyrody Skarpa Dobrska – chroni wychodnie i odsłonięcia różnowiekowych osadów czwartorzędowych, różnorodnych form rzeźby terenu oraz ciepłolubnych muraw kserotermicznych z licznymi rzadkimi gatunkami roślin.

## Struktura powierzchni
Według danych z roku 2002 gmina Wilków ma obszar 79,54 km², w tym:
- użytki rolne: 71%
- użytki leśne: 12%

Gmina stanowi 9,89% powierzchni powiatu.

## Demografia

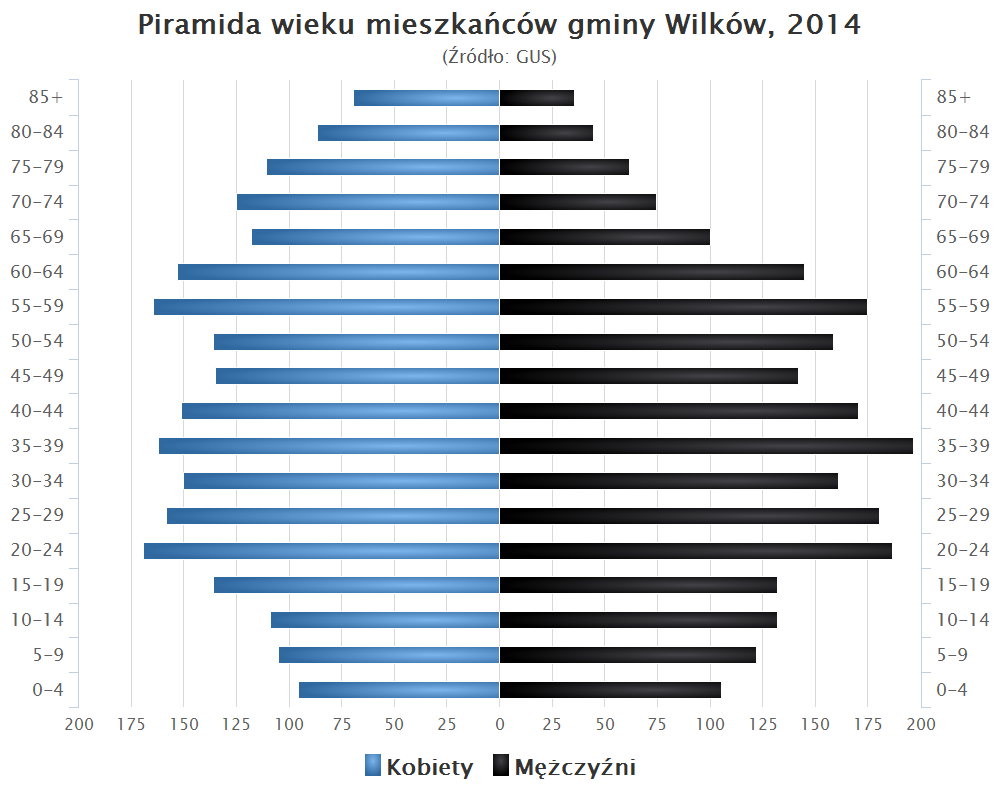
Piramida wieku mieszkańców gminy Wilków w 2014 roku

Dane z 30 czerwca 2004:
| Opis                              | Ogółem | Ogółem | Kobiety | Kobiety | Mężczyźni | Mężczyźni |
| --------------------------------- | ------ | ------ | ------- | ------- | --------- | --------- |
| jednostka                         | osób   | %      | osób    | %       | osób      | %         |
| populacja                         | 4940   | 100    | 2481    | 50,2    | 2459      | 49,8      |
| gęstość zaludnienia (mieszk./km²) | 62,1   | 62,1   | 31,2    | 31,2    | 30,9      | 30,9      |

## Miejscowości
| Wykaz miejscowości podstawowych i ich części w administracji gminy Wilków | Wykaz miejscowości podstawowych i ich części w administracji gminy Wilków | Wykaz miejscowości podstawowych i ich części w administracji gminy Wilków | Wykaz miejscowości podstawowych i ich części w administracji gminy Wilków | Wykaz miejscowości podstawowych i ich części w administracji gminy Wilków | Wykaz miejscowości podstawowych i ich części w administracji gminy Wilków |
| Nazwa miejscowości                                                        | Simc                                                                      | Rodzaj obiektu                                                            | Miejscowość podstawowa                                                    | Uwagi                                                                     | Współrzędne geograficzne                                                  |
| ------------------------------------------------------------------------- | ------------------------------------------------------------------------- | ------------------------------------------------------------------------- | ------------------------------------------------------------------------- | ------------------------------------------------------------------------- | ------------------------------------------------------------------------- |
| Dratów                                                                    | 1023322                                                                   | część wsi                                                                 | Zagłoba                                                                   |                                                                           | 51°12′47″N 21°51′42″E/51,213056 21,861667                                 |
| Majdany Drugie                                                            |                                                                           | część wsi                                                                 | Majdany                                                                   |                                                                           | 51°13′54″N 21°49′54″E/51,231667 21,831667                                 |
| Ogrody-Kolonia                                                            | 1023351                                                                   | część wsi                                                                 | Kłodnica                                                                  |                                                                           | 51°14′13″N 21°52′14″E/51,236944 21,870556                                 |
| Kijasków                                                                  | 1023345                                                                   | część wsi                                                                 | Kłodnica                                                                  |                                                                           | 51°13′18″N 21°52′12″E/51,221667 21,870000                                 |
| Rogów-Kolonia                                                             | 0393494                                                                   | część wsi                                                                 | Rogów                                                                     |                                                                           | 51°14′53″N 21°57′53″E/51,248056 21,964722                                 |
| Małe Dobre                                                                | 0393376                                                                   | część wsi                                                                 | Dobre                                                                     |                                                                           | 51°15′56″N 21°54′29″E/51,265556 21,908056                                 |
| Majdany Pierwsze                                                          |                                                                           | część wsi                                                                 | Majdany                                                                   |                                                                           | 51°13′08″N 21°49′45″E/51,218889 21,829167                                 |
| Dąbrówka-Kolonia                                                          | 1023316                                                                   | część wsi                                                                 | Kłodnica                                                                  |                                                                           | 51°14′06″N 21°53′07″E/51,235000 21,885278                                 |
| Czupel                                                                    | 1023285                                                                   | część wsi                                                                 | Machów                                                                    |                                                                           | 51°14′53″N 21°49′23″E/51,248056 21,823056                                 |
| Drągi                                                                     | 1023339                                                                   | część wsi                                                                 | Urządków                                                                  |                                                                           | 51°15′30″N 21°52′54″E/51,258333 21,881667                                 |
| Wilków-Kolonia                                                            | 0393560                                                                   | kolonia                                                                   | Wilków-Kolonia                                                            |                                                                           | 51°15′16″N 21°51′21″E/51,254444 21,855833                                 |
| Szczekarków-Kolonia                                                       | 0393525                                                                   | kolonia                                                                   | Szczekarków-Kolonia                                                       |                                                                           | 51°14′29″N 21°53′16″E/51,241389 21,887778                                 |
| Kolonia Zagłoba                                                           |                                                                           | kolonia wsi                                                               | Zagłoba                                                                   |                                                                           | 51°13′01″N 21°51′20″E/51,216944 21,855556                                 |
| Kłodnica-Pastwiska                                                        |                                                                           | kolonia wsi                                                               | Kłodnica                                                                  |                                                                           | 51°14′06″N 21°51′40″E/51,235000 21,861111                                 |
| Kolonia Polanówka                                                         |                                                                           | kolonia wsi                                                               | Polanówka                                                                 |                                                                           | 51°15′16″N 21°55′19″E/51,254444 21,921944                                 |
| Kolonia Brzozowa                                                          |                                                                           | kolonia wsi                                                               | Brzozowa                                                                  |                                                                           | 51°13′51″N 21°51′31″E/51,230833 21,858611                                 |
| Majątek                                                                   |                                                                           | przysiółek kolonii                                                        | Szczekarków-Kolonia                                                       |                                                                           | 51°15′06″N 21°53′00″E/51,251667 21,883333                                 |
| Węgrzyniec                                                                |                                                                           | przysiółek kolonii                                                        | Szczekarków-Kolonia                                                       |                                                                           | 51°14′26″N 21°54′24″E/51,240556 21,906667                                 |
| Lubomirka                                                                 | 0393436                                                                   | wieś                                                                      |                                                                           | do 2001 r. – Lubomirska                                                   | 51°13′43″N 21°50′11″E/51,228611 21,836389                                 |
| Kosiorów                                                                  | 0393420                                                                   | wieś                                                                      |                                                                           |                                                                           | 51°13′30″N 21°53′24″E/51,225000 21,890000                                 |
| Machów                                                                    | 0393442                                                                   | wieś                                                                      |                                                                           |                                                                           | 51°14′29″N 21°50′03″E/51,241389 21,834167                                 |
| Kępa Chotecka                                                             | 0393399                                                                   | wieś                                                                      |                                                                           |                                                                           | 51°14′21″N 21°49′22″E/51,239167 21,822778                                 |
| Majdany                                                                   | 0393459                                                                   | wieś                                                                      |                                                                           |                                                                           | 51°13′19″N 21°49′38″E/51,221944 21,827222                                 |
| Kąty                                                                      | 0393382                                                                   | wieś                                                                      |                                                                           |                                                                           | 51°14′51″N 21°51′12″E/51,247500 21,853333                                 |
| Dobre                                                                     | 0393360                                                                   | wieś                                                                      |                                                                           |                                                                           | 51°16′18″N 21°54′01″E/51,271667 21,900278                                 |
| Kłodnica                                                                  | 0393407                                                                   | wieś                                                                      |                                                                           |                                                                           | 51°14′05″N 21°52′35″E/51,234722 21,876389                                 |
| Wilków                                                                    | 0393554                                                                   | wieś                                                                      |                                                                           |                                                                           | 51°15′37″N 21°52′20″E/51,260278 21,872222                                 |
| Żmijowiska                                                                | 0393620                                                                   | wieś                                                                      |                                                                           |                                                                           | 51°13′10″N 21°53′04″E/51,219444 21,884444                                 |
| Zastów Polanowski                                                         | 0393614                                                                   | wieś                                                                      |                                                                           |                                                                           | 51°17′01″N 21°52′32″E/51,283611 21,875556                                 |
| Zastów Karczmiski                                                         | 0393608                                                                   | wieś                                                                      |                                                                           |                                                                           | 51°16′08″N 21°51′43″E/51,268889 21,861944                                 |
| Zarudki                                                                   | 0393590                                                                   | wieś                                                                      |                                                                           |                                                                           | 51°15′36″N 21°51′41″E/51,260000 21,861389                                 |
| Zagłoba                                                                   | 0393583                                                                   | wieś                                                                      |                                                                           |                                                                           | 51°13′35″N 21°51′37″E/51,226389 21,860278                                 |
| Podgórz                                                                   | 0393465                                                                   | wieś                                                                      |                                                                           |                                                                           | 51°17′29″N 21°53′26″E/51,291389 21,890556                                 |
| Wólka Polanowska                                                          | 0393577                                                                   | wieś                                                                      |                                                                           | do 2001 r. – Wólka Dobrska                                                | 51°15′10″N 21°54′52″E/51,252778 21,914444                                 |
| Brzozowa                                                                  | 0393353                                                                   | wieś                                                                      |                                                                           |                                                                           | 51°14′21″N 21°50′43″E/51,239167 21,845278                                 |
| Urządków                                                                  | 0393548                                                                   | wieś                                                                      |                                                                           |                                                                           | 51°15′20″N 21°52′35″E/51,255556 21,876389                                 |
| Szkuciska                                                                 | 0393531                                                                   | wieś                                                                      |                                                                           |                                                                           | 51°14′13″N 21°50′08″E/51,236944 21,835556                                 |
| Szczekarków                                                               | 0393519                                                                   | wieś                                                                      |                                                                           |                                                                           | 51°14′40″N 21°51′54″E/51,244444 21,865000                                 |
| Rybaki                                                                    | 0393502                                                                   | wieś                                                                      |                                                                           |                                                                           | 51°13′22″N 21°50′52″E/51,222778 21,847778                                 |
| Rogów                                                                     | 0393488                                                                   | wieś                                                                      |                                                                           |                                                                           | 51°15′31″N 21°57′17″E/51,258611 21,954722                                 |
| Polanówka                                                                 | 0393471                                                                   | wieś                                                                      |                                                                           |                                                                           | 51°14′58″N 21°55′52″E/51,249444 21,931111                                 |
| Kolonia Wrzelów                                                           | 0393413                                                                   | wieś                                                                      |                                                                           | do 1996 r. – Kolonia Wrzelowska                                           | 51°12′47″N 21°50′29″E/51,213056 21,841389                                 |

## Sołectwa
Brzozowa, Dobre, Kąty, Kępa Chotecka, Kłodnica, Kolonia Wrzelów, Kosiorów, Lubomirka, Machów, Majdany, Podgórz, Polanówka, Rogów, Rybaki, Szczekarków, Szczekarków-Kolonia, Szkuciska, Urządków, Wilków, Wilków-Kolonia, Wólka Polanowska, Zagłoba, Zarudki, Zastów Karczmiski, Zastów Polanowski, Żmijowiska

## Sąsiednie gminy
Chotcza, Janowiec, Karczmiska, Kazimierz Dolny, Łaziska, Przyłęk